# Hodgesia bailyi
Hodgesia bailyi är en tvåvingeart som beskrevs av Philip James Barraud 1929. Hodgesia bailyi ingår i släktet Hodgesia och familjen stickmyggor. Inga underarter finns listade i Catalogue of Life.